# بیردز (ایلینوی)
بیردز (به انگلیسی: Birds) یک منطقهٔ مسکونی در ایالات متحده آمریکا است که در ایلینوی واقع شده‌است. بیردز ۵۱ نفر جمعیت دارد.